# Nyáregyháza
Nyáregyháza è un comune dell'Ungheria di 3.895 abitanti (dati 2007) situato nella contea di Pest, nell'Ungheria settentrionale.